# 讃岐弁
讃岐弁（さぬきべん）は、香川県（旧讃岐国）で使用される日本語の方言である。四国方言の一種。アクセントは京阪式アクセントの亜種である讃岐式アクセント。県内では東と西で違いがあり、大まかに東讃弁と西讃弁に区別されるが、現在は東西の差も少なくなっており、メディアの発達に伴い、若い世代を中心に共通語化が進んでいる。

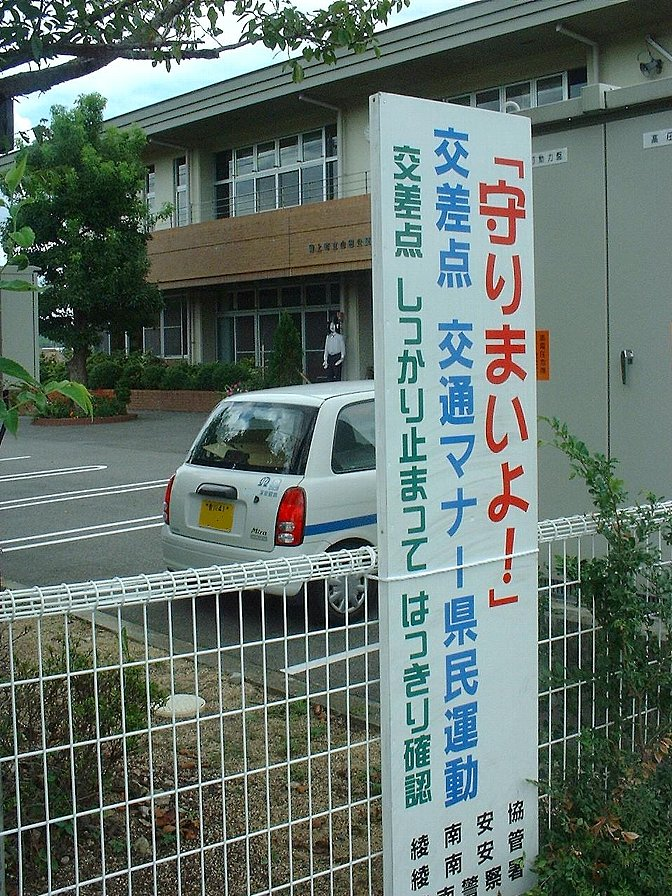
綾上町（現・綾川町）にて

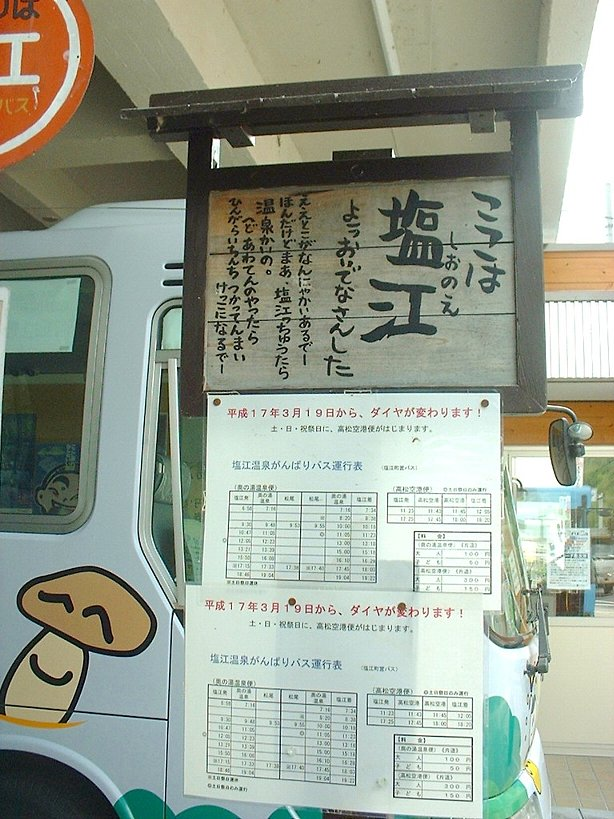
塩江町（現・高松市）のバス停

## 概要
古来より瀬戸内海を通した海上交通が盛んであったため、関西方面ほか各地からの影響を常に受けてきた。四国方言に分類されるが、徳島弁と同様、近畿方言に近い部分がある。それ故、四国方言や近畿方言を聞き慣れない人が讃岐弁や徳島弁を聞くと、近畿方言であると勘違いする場合がある。一方で、讃岐弁は他の四国方言と同様に中国方言と共通する表現も存在する。例えば、「〜だから」に当たる「〜やけん」の使用は、岡山弁や広島弁で使われる「〜けん」「〜けえ」と共通している。
地域差はあるが、「アウ」などの連母音を嫌う傾向が見られる。例えば関西では「〜ちゃうん？（〜じゃないの？）」という言い回しがあり、「アウ」はそのまま発音されるが、讃岐弁のそれに対応する表現では連母音が変化して「〜ちゃん」や「〜ちゃあん」に近い発音となる。このような疑問文には、さらに疑問の意思を強調するために語尾に「な」をしばしば付ける。 例：何やっとんな? そうちゃんな? 乗ってくんな?（乗って行くかい?）
他の方言にもあることだが、前後の文から意味を取らないと意味が解らないほどに音節が短くなることがしばしばある。 例）「何言いよん?」→「なによん?」　「何でそうやって言うん?」→「なんそやってゅん?」
また、促音便と撥音便、特に促音便が他の地域に比べて発達している。「おもしろい」→「おもっしょい」、「殴りあい」→「なぐっりゃい」、「代わりを出す」→「代わっりょ出す」、「にぎやか」→「にんぎゃか・にっぎゃか」、「教える」→「おっせる」、「忘れる」→「わっせる」、「怒られる」→「おんかれる・おっかれる」

## アクセント
讃岐弁のアクセントは京阪式アクセントの一種ではあるが、讃岐式アクセントと呼ばれ、近畿地方・徳島県・愛媛県松山市・高知県で用いられる主流の京阪式アクセントとは幾つかの相違点が有る。例えば山（やま）、花（はな）などの二拍名詞第三類に属する語彙は、主流の京阪式アクセントでは高低（-低）（括弧内は助詞が接続した場合の発音）と頭高型で発音されるが、讃岐式アクセントでは高高（-高）と平板に発音され、牛（うし）、顔（かお）などの第一類と同じになる。これは、平安時代には低低（-高）と発音されていた第三類の語彙が、主流の京阪式アクセントでは高低（-低）型へ、讃岐式では高高（-高）型へ統合し、異なった方向に変化したためとされる。
讃岐式アクセントは、香川県下の大半で用いられる他、愛媛県の新居浜市以東、徳島県北西部でも用いられている。また、観音寺市の伊吹島のアクセントは讃岐式とも主流京阪式とも異なる。先述の山・花などは高高（-降）型となっており、従来から有った高高（-高）型（第一類）や高低（-低）型（第二類）との統合を起こしていない。

## 四国各地に共通する特徴
- 名詞の否定（〜ではない）の表現。「〜と違う」「〜ちゃう」などと表現する。
- 動詞の否定（原則）未然形+「ん/へん」。「食べん」「かまへん」
  - 関西弁と違い、「へん」は「かまへん」など、特定の使用に限定される。
- 1拍1音節の語が2拍化する。（例）蚊を「カァ」、木を「キィ」と発音する。
- 「よう」+動詞の否定形で、能力が無くて出来ない意味を示す（古語の「え〜ず」）。
- コピュラ「や」。讃岐弁は他に「だ」「じゃ」があり、これらの三種を方言として全て使う地域は稀で、香川県以外では四国の極一部の地域があるのみである。（例）ほ"だ"きん、あれが屋島"や"って言いよる"じゃ"ろ。
- 強調の助詞「んや/んじゃ」「のや/ねや」。「のや/ねや」は否定の強調に使う場合が多い。（例）あれが屋島なんや。
  - 動詞の過去を示す助詞「た」に「んや」が付いた場合は、「〜したんよ」「〜したんや」と話す（関西の「〜てん」は用いない）。
- 強調の終助詞　「で」（例）あれが高松駅やで。
  - しかし、香川県では「ぜ」が本流であったという見方も有る。（例）ここで待っちょるぜ。
- 強調の終助詞　「が/がな」（例）そんなん知っとるが（関西では「がな」のみ使われる）。
  - 「が」は先述の「で」よりも強い表現。注意を促す際によく使用される。
- 疑問・反語の終助詞　「かいの（東讃）/かいな（西讃）」（例）この時計めげとんかいの。
- 終助詞　「わ」（例）あれが屋島やわ。
- 仮定に「ば」はあまり使わず、「たら」を使う場合が多い（関西では「ば」は全く使用されない）。
- シク活用の形容詞に否定の助詞「ない」をつける場合、「ク」が消え、直前の母音が長母音化する（ただし、地域によっては長母音化しないこともある）。（例）楽しくない→楽しぃない　おもしろくない→おもしろぉない/おもっしょぉない
- 「連用形+とる」（現在完了アスペクト）と「連用形+よる」（現在進行アスペクト）を区別して会話に用いている（他の四国方言、中国方言、播州弁・神戸弁と共通）。
  - 例1：「うわ、雪ふっとるでないん!」・・・発話の時点で雪が降り始めてから時間が経っていることを発話者が意識している場合を表す
  - 例2：「うわ、雪ふんりょる/ふりよる/ふっりょる/ふっぢょる（西部沿岸地域）でないん!」・・・今まさに雪が降っている状態
  - 例3：「宿題やっとん?」・・・もう既に宿題が終わっているかどうか質問している
  - 例4：「宿題やんりょん/やりよん/やっりょん/やっぢょん（西部沿岸地域）?」・・・今まさに宿題をしている最中なのかを質問している（普段から宿題をする習慣があるのか質問している）
  - 例5：「何ができよん？」・・・調子はどう？
- 上の例にある通り、西部沿岸地域ではラ行活用動詞の現在進行アスペクトは「〜っりょる」ではなく「〜っじ（ぢ）ょる」となる。
  - 例：「繰る→繰っじょる/操る→操っじょる/切る→切っじょる/喋る→喋っじょる」
- 動詞の疑問で「〜しとるん?/〜しよるん？（〜しているの?）」の形となる場合、「る」を抜くことが多い（徳島弁・岡山弁・播州弁・神戸弁と共通）。
  - 例1：何やっとるん?→何やっとん?
  - 例2：宿題やんりょるんか?→宿題やんりょんか?

## 讃岐弁の地域差

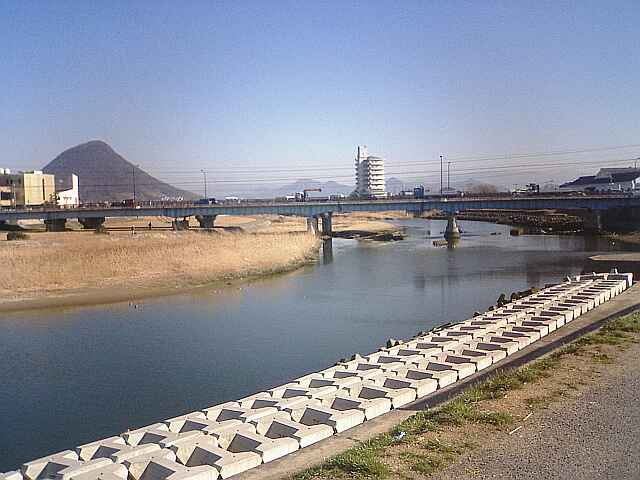
丸亀市内を流れる土器川

東讃地域（高松市・三木町・さぬき市・東かがわ市など）と西讃地域（丸亀市・多度津町・善通寺市・三豊市・観音寺市など）とでは語彙や用法が若干異なり、東讃地域の讃岐弁を東讃弁、西讃地域の讃岐弁を西讃弁と言う。西讃弁のなかでも、最西端の観音寺市のものは観音寺弁とも呼ばれる。東西を大まかに二分する境界線は、高松藩と丸亀藩の境界であった土器川付近とされ、中讃地域（坂出市・綾歌郡など）ではその中間の方言が使われているが、現在では東西の差も少なくなっている。
東西の違いで特徴的なのが語尾の「の」と「な」の違いとされているが、男言葉としては県全域で「の」が使われており、男女共に恒常的に「の」を使う地域は高松市周辺に限られる。
例：あれはね（共通語）＝あれはの（東讃弁） / あれはな（西讃弁）
小豆島で使われる小豆島弁は東讃弁を基調とし、地理の関係で関西方言・中国方言などの語彙・表現も多く見られる。語尾に「の」ではなく「な」を多く使い、香川県内で広く使われる「けん/きん」は使われず、伝統的には「さかい」「せに」と言うが、関西と同様にこの表現は早い時期から「から」に置き換えられ始めている。小豆島島内でも地域により言葉が若干異なり、アクセントに関しても旧池田町付近は高松式、旧内海町北部は観音寺式、南部は本島式、土庄町は土庄式と差異がある。
伊吹弁としては、これら西讃弁とは異なる方言の歴史を持っており、重なる表現も見られるが、基本的には独立した別の方言として分類するのが妥当と思われる。
一人称：うら、二人称：親しい人に使う「われ」、目上や立場が上の人に使う「お前」（発音としてはおまや）等、平安期？の名残を残す古語が現存している。
| 共通語         | 西讃弁                            | 東讃弁                    | 小豆島弁           |
| -------------- | --------------------------------- | ------------------------- | ------------------ |
| 〜から         | 〜けん/けに/きん/きに             | 〜けん/けに               | 〜さかい/せに/から |
| 〜だね         | 〜やな/じゃな                     | 〜やな/〜やの/じゃの/だの | 〜やな             |
| 〜なんか       | 〜や/やかし/やか                  | 〜や/やこし/やこ          | 〜や/やこし/やこ   |
| 〜してみなさい | 〜してご/〜してごんな/しまい/せぇ | 〜しまい/せぇ             | 〜してみい         |
| ください       | つか/つかさい/つかいな            | いた/たー                 | いた               |
| 〜けれど       | 〜けど/けんど/きんど              | 〜けど/けんど             | 〜けど/けんど      |

## 表現

### あ行・か行
- あかい（明い）　暖色の。明るい。「七時やゆうのにまだ外があかいの」
- あかん　駄目だ（いかん）。小豆島弁。小豆島以外の香川では若者言葉。
- 〜あげる　　動詞の後について、動詞の意味を強める。下品な言葉になる。主に「叩く」系統の意味の動詞に付く。「たたっきゃげる」「けっりゃげる」「おがっしゃげる」「ちゃっしゃげる」「きゃっしゃげる」「おごっきゃげる」「しばっきゃげる」「くらっしゃげる」「はっりゃげる」
- あずる　【動】苦労する。「あずんじょったんなあ?」「がいにあずったがあ」「もうあずんじょるけん、代わりに食うてた」
- あななん　あんなもの　　「あななんいかんわ」
- あほ　馬鹿。「お前あほやのお」
- あんじゃるい　【形】気持ち悪い、気味悪い。
- いいかげん　【副】たくさん。多く。十分。中讃での表現。「これまでした旅の記録調べたら、意外にいいかげん方々行っとったわい」
- いかさま　【副】ものすごく。「いかさま、おとっちゃまやのぉ」
- いがむ【動マ五自】1.部分的に、また連続的に変形する 2.本来の想定する向きと若干異なる方に向く、配置するときの角度が正しくなくなる
- いごく　【動】動く。古い日本語の転訛である。「なんいごっきょん?」
- いで　【名】道の端などにある細く浅い水路（溝）のこと。上代の言葉に水路の堰の意で「いで」とあり、それに関係か。
- いぬ　【動】帰る。古語の保存。「ぼちぼちいぬんな?」「そうやなぁ、いのか」
- いまさっき　つい先程やまさに今の意味。「いまさっき帰ったとこじゃが」
- うっとい【形】「うっとうしい」のスラング的な省略形。おそらく関西の発祥で、昭和末期か平成の早い時期の生まれの、限られた幅の世代が若者のころに使うことがあった。この語の出現する前に「ムカつく～」がスラングとして入ってきていたが、「ムカつく～」が関東的であるため、似たような意味の語として並存していた。
- うれげな【形動】「うれしげな」のスラング的な省略形。昭和末期か平成の早い時期の生まれの限られた幅の世代が中高生のときに使うことがあった。
- うれしげな　調子に乗っている、図に乗っている、思いあがっている、というような様子をさすが、讃岐弁独特の感覚であり、完全に同じ使い方が出来る単語というのは共通語には無いと思われる。ニュアンスは名古屋弁の「ちょうすいとる」（＝調子付いている）に近い。讃岐弁を知らない人には、単純に嬉しそうという意味ととられがちであるが違う。「うれしげにしとるのお」（侮蔑的なニュアンスが強い言葉であり、不用意に使うと揉めごとの発端になるので注意）
- うまげな・うまたげな　素敵な。「うまげな車やのぉ」（西讃方言）
- えーんかー えーんかー せーんせーにー いうてやろー　小学生がほかの生徒のちょっとした悪事を見つけてそれをはやしたてるときの、メロディーつきの定型的な文。
- えらい　【形】疲れた。しんどい。古語の保存。「えろうて動けんわ」【副】とても　かなり　「えらい遅い車やのう」
- おおかた　もうちょっとで。「おおかたやられるとこやったがー」

　　　　　　大体、あらかたのことを指す場合もある。「仕事おおかた終わったわ」
- おがす　【動】（土等を底から）掘り返す。田の端の土を耕す際に「田んぼのへりをおがす」と言う。
- おがっしゃげる　【動】ぶん殴る。「ちゃっしゃげる」→「くらっしゃげる」→「おがっしゃげる」の順に強くなる。

類語に「おごっきゃげる」「きゃっしゃげる」「しばっきゃげる」「はっりゃげる」等がある。すべて同様の意味だが、強さのニュアンスに差がある。
- おかっこまり　正座。地域によっては、まりが取れて「おかっこ」となることもある。
- おきる　【動】腹が膨れる。「腹おきてもう食えんわ」「腹、おきたんな？（＝「お腹、いっぱいになりましたか？」）
- おじゅっさん　【名】お坊さん。
- おたし 【代】私。老人語。「おたしは知らんぜ。」

その他「ウ」が「オ」に変化。「海（オミ）」「兎（オサギ）」「後（オシロ）」「うどん(おどん)」いずれも老人語。
- おとっちゃま　【名】臆病者。冗談めかしたり、微笑ましく見守ったりするニュアンスがわずかにともなう。侮蔑的にならないことが多い。「いかさま、おとっちゃまやのお」
- おどれ　お前。「おどれなめとんか」
- おび　魚（幼児語）
- おぴっぴ　うどん（幼児語）
- おらぶ　【動】叫ぶ。古語の保存。「何おらんびょんな?」
- おもっしょい【形】　面白い。「この漫画おもっしょいのお」
- がいな　【形】すごい。きつい。強い。古語の保存。「がいに飛ばすなぁ」「あの人はがいな」

香川オリーブガイナーズ（四国アイランドリーグplus）の名称は、この讃岐弁（がいな）に由来している。愛媛県では「意外な」、高知県では「乱暴な」の意味で使われる。中四国と九州の一部に分布する言葉である。
- かく　【動】かつぐ。若干の意味の変化はあるが、古語の保存である。「ちょっとそっちかいてつか（西讃）」「ちょっとそっちかいていた（東讃）」
- がち　卑しい。意地汚い。「がちげにすな！」（もの欲しげにするな）
- かど　【名】（漠然と）家の外。玄関先。共通語の「表（おもて）」。「かどんとこに、誰かおるで」
- かまへん（かまん）　構わない。〜でも良い。
- 〜がん　〜だけ、〜分。「あるがんまんで（あるだけ全部）」「遠足の菓子は三百円がんまでの」
- きにょう　【名】昨日。「きんにょ」とも
- 〜きん（〜きに）　【助】〜から。理由・原因を表す。西讃・中讃での表現。「暑いきん、クーラーつけようで」「かかんきんこん、こんきんかかん（〔手紙を〕書かんきん来ん、来んきん書かん＝書かないので来ない、来ないので書かない）」
- く　家。「友達んく遊びに行った（友達の家に遊びに行った）」「うちんくに来るな?（私の家に来るかい?）」極西部では「き」とも言う。
- くらっしゃげる　殴る。ちゃっしゃげる・くらっしゃげる・おがっしゃげるの順に強くなる。
- けっこい　【形】きれいな。美しい。「あの子いかさまけっこい子やの」「けっこにしてどこ出かけるん」
- 〜げな　〜のような。動詞、形容詞、名詞に付く。これの多用も讃岐弁の特徴である。これに近い表現が古語にも多々見られる。「もうせんげなな（もうしないみたいだね）」「え? するげに言いよったで（え? するように言っていたよ）」「あれげなな（あれっぽいね）」
- 〜けん（〜けに）　【助】〜から。理由・原因を表す。東讃から西讃での表現。「〜きん」と同意。「明日早いけん、もう寝まい」（明日早いからもう寝なさい）
- けんびき　原因ははっきりしないが疲れによると見られる、風邪のような不調。肩こり、微熱、歯痛、頭痛、口内炎、肌のできもの、鼻水のたまる感じ、わずかなだるさ、軽い眠気、目の疲れを広くあいまいにさす語。
- ご　下述の「ごんな」の縮まった形。
- ごじゃはげ　無茶苦茶。「ごじゃ」とも「もうごじゃはげじゃわ」 禿とは無関係だが、県内出身者が県外出身者の禿の人もいる場で言いかけてあせることも。
- こそばい　くすぐったい。
- こらえん　【動】承知しない。許さない。「〜したらこらえんぞー」
- こんこ　【名】たくあん
- ごんな　〜してください。丸亀周辺で使われる。「廻ってごんな、見てごんな」
- こんぴらさん　【固名】金刀比羅宮　金刀比羅宮に参拝することを 「こんぴらさんにいく／参る／上がる」などという。「上がる」という言い方もあるのは、階段を登るイメージがあるため。

### さ行・た行
- さいさい　たびたび。よく。漢字で書くと「再々」。「あの人さいさい来よるで」
- さかし　逆さ。反対。「シャツさかしに着とるで」
- さきおととい　一昨日。「さきおとつい」とも
- さら　新しいもの。新品。西日本ではよく見られる表現。「このテレビさらやで」
- 〜しい　〜する人。主に悪い意味で使われる。「お前いらんことしいやな」
- 〜しいまわる　〜して回る、〜ばかりする　「訳分からんことしいまわらんの!」「昔っからげんしゃさんくの子はごじゃしいまわるの」
- 〜していた　〜して下さい。東讃での表現。「それ取っていた」「これいた（これをください）」
- 〜してた　〜して下さい。〜していたの省略形。
- 〜してつか　〜して下さい。西讃での表現。「あれ取ってつか」「これつか（これをください）」
- 〜しな　〜の途中、〜の際。略して「〜し」とも。「いきしな」＝行く途中に。「帰りしな」＝帰る途中に。「ちょっと、ついでに」の意味を暗に含む。用例：「帰りしなにパンこうてきて」＝帰る途中に、（ついでに）パンを買ってきて。「立てりしに腰がいとうてかなわん」＝立てる時に腰が痛くて仕方が無い←「立てる」も方言なので、正しくは「立つ時に・・・」
- 〜しますな　〜するもんじゃないですよ、〜しないほうがいいですよ。「そななことしますな!」「そなんめんどげに言いますな」
- 〜かしゃん　〜（しよう）かな、〜だろうか、「〜かしら」の転訛　「まだあかいきん畑行こかしゃん（まだ明るいし畑に行こうかな）」「それでえんかしゃんな（それでよいのだろうか）?」
- しゃんしゃん　手際よく、てきぱき、元気よく、など。「しゃんしゃんしまい」
- じゅじゅむ　にじむ
- じゅるい【形】（地面が）ぬかるんでいる（西讃。伊予弁起源）。「地緩い」の転訛か。
- しよい　やりやすい、しやすい。「こなんしたらしよいで」「そっちのほうがしよいやろ」
- しょうたれ　見苦しい、締まりがない、だらしがない、体裁が悪い、愚鈍な、など。「あれはいかさましょうたれげなやっちゃの」
- 〜じょる　〜ている。ラ行活用動詞の語尾につけて現在進行形を作る。「作んじょる」＝作っている。「売んじょる」＝（西讃沿岸部）売っている。
- じょんならん　役に立たない。どうしようもない。手に負えない。「じょんならんやっちゃのぉ（役に立たない奴だなぁ）」「最近暑くてじょんならんわ～」
- しんや　新家。分家のこと。
- すい　酸っぱい。古い日本語の転訛。「この漬け物ちょっとすいんちゃん」
- すかん　好かない。嫌い。「私納豆すかんのや」「俺あいつのことほんますかん」
- すばる　しなびる「ミカンがすばってしもとる」
- ずんやり　引き続いて、ずっと、延々と。主にマイナスイメージに使われる。「あいつ、ずんやりあれにはまってすんだわ」
- ぞろい　雑な　「いかさまぞろげなかっこしょってからに」
- たいぎ　面倒　「宿題するんたいぎなわ」
- だい　だるい　「歩きすぎて足がだいわ」
- たく　煮る。標準語と同じ意味だが、ご飯以外におかずにも用いる「おかずをたく」
- 立てる　立つ 「立てってみて(立ってみて）」　共通語の「立てる」は讃岐では「立てらす」になる。
- たる　【動】飽きる。古語の保存。「そのおもちゃもぅたったわ」
- ちっか　【名】竹輪。阿波弁でも使われているが、西讃で多く使われる。
- ちみきる（爪の先くらいで）つねる。痛さ度合いは「ひにしる」＜「ちみきる」
- 〜ちゃ　〜も（〜ない）。否定で用いる。「なんちゃ無いやん」「誰ちゃおらんけん」
- 〜ちゃう　「〜じゃない」の意味。否定で用いる。「それ鉛筆ちゃうわ」
- ちゃっしゃげる　叩くの意味。ちゃっしゃげる・くらっしゃげる・おがっしゃげるの順に強くなる。
- 〜ちゃん　「〜じゃないの?」の意味。否定の疑問で用いる。「お前アホちゃんな? 」
- ちょっとこま　少しの間。「ちっとこま」「ちょっとくま」「ちっとくま」とも「ちょっとこま出てくるわ」
- 対（つい）　似ているもの、同じもの。　似ている度合いは　「つい」＜「まっつい」＜「まっつくつい」
- つぶれる　故障する。「さらのテレビつぶれてもうたが」
- つめる　挟む。「昨日のぉ、玄関のドアで指つめもうたんやが」
- つむ　（鋏状の物で）切る。共通語の場合は目的語が枝葉などに限定されるが、讃岐弁の場合はほとんどの場合に使える。「まっちゃえて指つんでもうた」
- てがう　【動】からかう、あやす、遊んでやる。「なにあいつのことてがいよんな?」「うちの犬もてごてやって」
- 手袋を履く　手袋をはめる、手袋をつける、手袋する　北海道でも同じ表現が使用される。
- どくれる　【動】ふくれる。不満げにする。「何どくれとんな?」
- どせこむ　転落する。「田んぼにどせこんで泥まみれになる」
- とっしょり　お年寄り「お前、とっしょりみたいなの」
- どっかしゃん　どこかしら。どこか。「オモチャがどっかしゃんいった」「あの子やったらさっきどっかしゃん行ったで」
- どっちゃこっちゃ　どうにもこうにも。どうしようも。主に後ろに否定語を伴う。「ここまでごじゃやとどっちゃこっちゃならん」
- どな　どう（どのように）　「どなしよん?」
- どななんな?　状況とか様子とか調子を確認する質問文。共通語だと「どんな様子（状況/調子）なの?」
- 鳥の子紙　模造紙
- どんどろさん　【名】雷。「どんどろはん」

### な行・は行
- な　語尾について疑問の意を表す。「濡れよるの、傘ん乗ってくんな?」＝塗れているね、傘に入って行くかい?　讃岐弁では「な」は疑問、禁止（〜しますな、間違えな〔間違えるな〕）、詠嘆（〜やな、西讃）、感動詞（なぁ、西讃）など多くの意味が有り、非讃岐弁話者が讃岐弁を聞く際の大きなハードルとなることもある。
- 何がでっきょんな　時候のあいさつ。そのままの意味である「何を作っているの?/何をしているの?」という質問文で用いることもある。植松おさみが西日本放送在籍時に『ズームイン!!朝!』でキャスターを務めていた頃、地元の人にインタビューする時の第一声は必ずこの言葉だった。
- なんちゃでっきょらん　時候のあいさつとして「何がでっきょんな」と聞かれた場合の定型的な返答句。直訳すると「（別に）何もしていない」。
- なんしょん　何をしているのという意味。さらに疑問の意を込めて「なんしょんな」とも。強く読むことで叱るときにも用いられることもある。意味としては「なんてことしてくれたの！？」に近い。
- 何とかー!（なんとか!）　何だって!?　驚きを表す。地域によっては「何とな!」になる。麺通団著『恐るべきさぬきうどん』の香川県外読者が寄せた「本文中の不可解な方言」の一つ。
- なし　無く　　「全部なし（ん）なってもうた」
- なに【名】あれ。あのもの。（第一音節に高アクセント）「あの、なにがもうなかったやろ?（あの、あれがもう足りなくなっていただろ?）」
- 未然形+なんだ　〜なかった　否定の過去形。「知らなんだ」（知らなかった）
- 未然形+なんだら　〜なかったら。〜なければ。　逆接（否定）の仮定。　「やらなんだら」（やらなければ）
- 何ちゃ　→「〜ちゃ」を参照。
- なんな　声をかけられた時の返答。共通語の「なにか御用?」に相当。
- なんなんな　何なんだい。「なぁ、あななんはなんなんな?（ねぇ、ああいうのって何なんだい?）」
- なんぼ　いくら（数）物の数を聞くときに使用される。　　「テストなんぼやったん?」「なんぼなんでもそれは・・・」「こりばでなんぼいや（これだけで幾らだい）」
- 〜なんや　〜なの。「〜なんじゃ」とも。　「私、抹茶が好きなんや」
- なんや（じゃ）・・・　　何だか・・・　「なんやほっこげなのぅ」
- 〜なんやんか　〜なんだよね。相手が話の内容を知っていることを前提に使う。「俺、病気なんやんか」「寄るとこあるんやんか」
  - 関西弁で言う「〜やねんやん（か）/〜やねんか」に当たる。
- ねき　側・近く　　　「駅のねきのうどん屋」
- ねぶる　舐める、舐め回す。古語の保存。「そなんねぶりまわりますな（＝そんなに舐め回してはいけませんよ）」「飴ちゃんでもねぶっじょりな（＝飴でも舐めておきなさい）」
- はがい　はがゆい。むかつく。 「あいつは、はがいなあ」「てれる前に西瓜カラスに食われてよいよはがい」 状況によって、ニュアンスが異なる。
- 橋（はし）  瀬戸大橋、明石海峡大橋、しまなみ街道の３つを言うときに、省略的に橋とだけ言うことがある。これらが完成してから生まれた比較的新しい表現。
- はじかい　ちくちく、むずむずする様子。「痒い」とはニュアンスが違う。「このセーター、ウールやきん、はじかいわ」「藁の上に横になってみたけど、はじかかった」
- はみ　【名】(1)まむし、毒蛇。(2)家畜のエサ。
- はみる　仲間外れになる。香川の若者言葉。
- ばんげ　夜。夕飯後くらいの時間。「ばんげに来まい（＝今晩いらっしゃい）」
- ひしてがい【名】一日交替。「晴れと雨とがひしてがいじゃ」
- ひど　（主に後に否定語を伴って）大して、ほとんど。「なんしたってひど変わらんわ」「ひどおもっしょもないきんかしゃん、言われんな」
- ひにしる（指の腹で）つねる。痛さ度合いは「ひにしる」＜「ちみきる」
- ひろげさがす　散らかしている
- ぶいぶい　コガネムシ。「ぶいぶい使うて魚釣るんや」
- ふが悪い　体裁が悪い。格好が悪い。「ふうが悪い」とも「ぞろげにしてからによいよふが悪いわ」
- ふたかわめ　二重まぶた
- ぶる　【動】漏れる。　「水が堰からぶっじょるが」
- ベエスケ　大型のあなご。
- へらこい　【形】ずるい。「ずべらこい」とも。「あんた、へらこいわ!」/「小才が利く」の意味で、讃岐人（時に阿波人）気質を示す表現としても用いられる[2]。
- 遍路の子（へんどのこー）1. 浮浪者の子ども、子どもの乞食 比喩的に、平等に食べ物が分配されているのに自分だけ余分に食べ物を要求したり、他の兄弟姉妹や友達から食べ物を取ろうとしたりする子どもを、同じ場にいる子どもが形容して使うこともある。2. 床・地面に落ちた食べ物をそのまま拾って食べる、食べ物を手に握って持った状態で歩き回り、ときに思い出したようにその食べ物をかじり、また歩き回る、服の袖で鼻をかんでそのままにしている、掃除をしていないホコリの多い床に寝転ぶ、食事のときに手のひらをなめる、ズボンが下にずりさがった状態で歩いている、羽織るタイプの服を、片側だけ袖を通して片側をダラーンとさせている、脱げた靴をそのままにして片足だけ靴を履いた状態で気にせず遊んでいる、動物の死体に素手で触る、などの行為をする子どもをたしなめるときに引き合いに出す、架空の悪い見本としての存在 「あんた遍路の子な？」「遍路の子みたいにせんので」のように用いる。 3.小学生の子どもが同じ学校の生徒をさして軽い気持ちで使う語。「養護」が流行る以前まで用いられた。身なりがなんとなく崩れており、会話の中で言葉がパッと出てこず語彙力がなく、小学校の授業ですら多少ついていけていない雰囲気があり、人の話をボーっと聞いているような感じがあり、たまに悪気なくマナー違反をし、親にあまり見てもらっていないような、環境の悪い家庭であるということが小学生でも何となく察せられる子どもをさす。また単に軽い侮蔑の意味だけで使うこともある。「安藤さんってなんか遍路の子なんかな？」「おーい、お前遍路の子かー」
- ぼしこむ　押し込む。
- ぼてこむ　落ちる。どせこむとほぼ同義だが若干意味が軽い。「こないだいでにぼてこんでケガしたんじゃが」
- ほっこ　【名】ばか、あほ。強めて「ほっこたれ」とも。「あんたがいにほっこやのお」さらに強い侮蔑的表現になると「くそぼっこ」と変化する場合もある。
- ほんに　本当に
- ほんまに／ほんま 【副詞】本当に。「何があったんかなほんまに」のようにそれほど意味なく文末におくこともある。
- ほんだら   さようなら。または「それじゃあ」。例：「ほんだらな。」＜[要説明]「ほんだらの。」

### ま行・や行
- 〜まい　〜しなさい/〜してみてください。強く発音すると前者、やさしく言うと後者の意味になる。「食べまい」
- まける　【動】こぼれる。「汁がまけよるが」
- まけまけいっぱい　【形】（器に入れた水などが）こぼれそうなほど、いっぱいに入っている様子。単に「まけまけ」とも。また、用を足すことを我慢していて限界の時にも使われる。「ちょっと水入れすぎた。まけまけいっぱいやわ」「一時間以上我慢しょおるきんもうまけまけじゃ」
- まっちゃう　間違える。　「まっちゃうこともあるわ」
- まっつい　とても似ている、同じ。　似ている度合いは　「つい」＜「まっつい」＜「まっつくつい」　注：「つい」は実質上、使わない。
- まっつくつい　ものすごく似ている、同じ。「まっついつい」とも。似ている度合いは　「つい」＜「まっつい」＜「まっつくつい」
- 〜まへ　＝〜まい。この変化から「まい」が「給え（い）」の変化と推測できる。「そななもん我がでにしまへ（そんなこと自分でしなさいよ）」
- まるた　まるごと。そのまま全部。「お向かいがこっこまるたでくれたが（お向かいさんがたくあんを丸ごとくれたよ）」
- まんで　全部。「泥棒にやられて、まんで持っていかれた」
- まんでがん　全部。非常に意味が広い言葉で、最大限の意味を持つ。「まんで」に比べて有る「だけ」全部、と言う意味が強い。「まんでがん遊んでえろおてえろおて（全力で遊んでつかれてて、つかれてて）」「まんでがん走った（全部走った/全速力で走った）」
- 〜みい　〜みろ。（命令）　「走ってみい」
- むつごい　【形】あぶらっこい。くどい。食べ物以外にも用いる。「天かす入れすぎてむつごいが」「この絵むつごいわ」感覚としては、たくさんケーキを食べたあとに再びケーキを見たときの感情。
- めぐ　【動】(1)壊す。「あんたはよう物めぐ子やのお」「まためいだんか?」 (2)両替する。「この千円、百円にめいでいた」
- めげる　「つぶれる」に同じ。
- めんて　おでこ
- めんどい【形】　難しい　「がいにめんどいが」
- めんめ　めいめいで。自分で。「めんめでしぃまい」（自分でやりなさい）
- もうた　(1)貰った。「お土産もうたん?」　(2)しまった。「テレビつぶしてもうた」
- もっかい　もう一回
- もっくりこ＝蝉の抜け殻。小豆島のみ使われる言葉。
- 百々手（ももて） 香川西部で、神社が主催し、弓を射る儀礼的な季節行事。
- もろた　「もうた」(1)に同じ。　「〜してもらった」の意で使うこともしばしば。「部下に仕事してもろた」
- やぎろし　うっとうしい。「やぎろし事言うな」（うっとうしい事を言わないで）
- 〜や　〜なんか。「姉ちゃんやどっか行ってしまえ!」
- 〜やかし　〜なんか。〜なんて。　「〜や」と意味は同じだが、限定の意味の強調の度合いがより強い。「私やかしなぁ、昨日熱が40度もあったんで（私なんてね、昨日熱が40度もあったのよ）」
- 〜やないんな　近代の関西弁の影響で入ってきた言葉。讃岐弁では「ない」は「で」で受ける（例：それは犬でない）ため、讃岐弁では「でないんな（でん）」が正しいといえる。「やん」は戦後、女性語として使われ始めたらしい。「まえまえから言よるやないんな!」
- やむ　【動】湿気（しけ）る。湿気（しっけ）るの意味では無い。特に西讃の方言。「そのお菓子やんどるが」
- 〜やんか　〜じゃないか・〜だよね　後者は相手が話の内容を知っていることを前提に使う（「〜なんやんか」を参照）。
- 〜やんな/〜やんの　〜だよね。付加疑問・確認の意味。　「あの家最近できたんやんな」
- 〜よおる（ゆーよる）　〜言っている（現在進行）　「何よぉるんかサッパリ分からん」
- よっけ（ようけ）　【副】たくさん。　「人がよっけおんのお」
- よもよも【擬態】　ぐずぐず。「よもよも言うな」→　よもい（とろい）
- 〜よん（〜ゆん）　〜言っているんだ。〜言っているのか。　「お前によんや。」「ほなけん、お前のことやとよん」

### ら行・わ行
- 理屈げな【形動】非常に広い意味を持つ。理屈っぽい、巧みに作られた、便利な、センスが反映された、よく分からない趣味性を持つ、計画的な、（言動、雰囲気を見て）ややインテリ気質である、（幼児が）理解力があり言葉の受け答えがよくでき年齢を加味するとかなり賢い雰囲気を出している、子どもが子どもなりの価値観、思考を持っていて大人になるほどと思わせる、話の構図がこじれている、外からよく分からない事情が色々ある など。
- わが　自分自身。「わがの都合ばっかり言わんと、わがの事はわがでせんか（自分の都合ばっかり言わないで、自分の事は自分でしなさい）」
- わがでに　自分で。
- わや　＝ごじゃ。無茶苦茶。関西や北海道など全国各地で使われるが、香川県では「ごじゃ」の存在も有ってか影は薄い。「台風で家が、わやなってもうたわ」
- わやくちゃ　＝ごじゃはげ。無茶苦茶をさらに強く言った言葉。「お前の髪型わやくちゃやな」
- んごんご＝蝉の抜け殻。小豆島の坂手でのみ使われる言葉。

## 近畿方言との違い
この節では、讃岐弁と近畿方言（特に大阪弁）との具体的な違いを挙げる。ただし、関西方面からの転勤者が多い地域では、近畿方言に影響されて違いが無くなってきている場合がある。以下は近畿方言化した例（「」内は現在讃岐の若者が使う言葉、（ ）内は本来の讃岐弁、【】内は共通語）
- 「〜やん」（〜でん）【〜じゃないか】
- 「あかん」（いかん）【ダメだ】
- 「なんでやねん」（なんでなんな・なんしにな）【何故なんだ】（「〜ねん」という表現はそれほど広まってはいないものの、「なんでやねん」に限定しては使う若者が多い）

| 共通語             | 讃岐弁                                                           | 近畿方言（大阪）           |
| ------------------ | ---------------------------------------------------------------- | -------------------------- |
| だ                 | じゃ/や/だ                                                       | や                         |
| 〜ない             | 〜ん                                                             | 〜へん                     |
| 〜なんだ           | 〜なんや/じゃ 〜なんよ                                           | 〜やねん                   |
| 〜たのだ           | 〜たんや/たんじゃ 〜たんよ                                       | 〜てん/〜たんや            |
| 〜している         | 〜しょうる（進行）                                               | 〜しとる/してる            |
| 〜している         | 〜しとる（結果・継続）                                           | 〜しとる/してる            |
| 駄目だ             | いかん/あかん                                                    | あかん                     |
| バカ               | ホッコ                                                           | アホ                       |
| 疲れた、気分が悪い | えらい                                                           | えらい しんどい            |
| おもしろい         | おもっしょい                                                     | おもろい                   |
| 〜かな?            | 〜かいの?                                                        | 〜かいな?                  |
| から               | けん/きん                                                        | から さかい/よって         |
| 〜じゃないの?      | 〜ちゃん?/ちゃあん?                                              | 〜ちゃうん?                |
| どう/どのように    | どな                                                             | どない                     |
| 言っている         | よおる（進行）                                                   | ゆうとる/ゆうてる          |
| 言っている         | 言うとる（結果・継続）                                           | ゆうとる/ゆうてる          |
| してみろ           | してみい・してんまい したれ・してんま してご・してごんなしてみい | してみい                   |
| たくさん           | よっけ・ようけ                                                   | ようけ ぎょうさん/ようさん |
| 〜してしまう       | 〜してしまう                                                     | 〜してまう                 |
| 間違っている       | まっちゃいよる（進行）                                           | まちごうとる/まちごうてる  |
| 間違っている       | まっちゃっとる（結果・継続）                                     | まちごうとる/まちごうてる  |
| 本当に             | ほんま・ほんに ほん・ほんどり                                    | ほんま                     |

## 讃岐弁の現況
全国の他地域同様、東京を中心としたメディアの発達に伴い、若い世代を中心に東京弁・共通語化が進んでいる。特に香川県は支店経済都市である高松市を抱えているため、首都圏からの転勤者や単身赴任者が多く、東京との繋がりが強い。このことがさらに言葉の共通語化に拍車をかけているものと考えられている。県庁所在地である高松地区は転勤族が多く、完全な東京式アクセントまたは完全な京阪式アクセント、もしくはそれらの中間のアクセントを使うものが多く、讃岐式アクセントを使う者は少ないと言われている。